# کوارک بالا
کوارک بالا (به انگلیسی: Up quark) (نماد: u)، سبک‌ترین نوع کوارک، نوعی ذره بنیادی و یکی از اجزای اصلی تشکیل‌دهنده ماده است. این کوارک به همراه کوارک پایین، نوترون (یک کوارک بالا، دو کوارک پایین) و پروتون (دو کوارک بالا، یک کوارک پایین) هسته اتم را می‌سازند. این کوارک جزو نسل اول ماده است، بار الکتریکی آن ۲⁄۳e+ و جرمی برابر ۲٫۳+۰٫۷
−۰٫۵ MeV/c۲ دارد. مانند سایر کوارک‌ها، کوارک بالا یک فرمیون بنیادی اسپین-۱⁄۲ است و با هر ۴ نیروی بنیادی برهم‌کنش دارد. پادذره آن پادکوارک بالا نامیده می‌شود (گاهی به آن کوارک پادبالا یا فقط پادبالا هم گفته می‌شود) که تنها تفاوتش با کوارک بالا در این است که برخی از ویژگیهای آن مقدار برابر با علامت مخالف با کوارک بالا دارد.
نظریه‌پردازی مبنی بر وجود کوارک بالا (به همراه کوارک‌های پایین و شگفت) در سال ۱۹۶۴ توسط موری گل-مان و جرج زویگ برای توضیح روش طبقه‌بندی راه هشت‌گانه هادرون‌ها پیشنهاد شد. این کوارک نخستین بار به صورت تجربی در سال ۱۹۶۸ در آزمایشگاه ملی شتاب‌دهنده اسلاک کشف شد.

## تاریخچه
در اوایل دوران پیدایش فیزیک ذرات (در نیمه اول قرن بیستم)، چنین پنداشته می‌شد که هادرونهایی مانند پروتون، نوترون و پیون ذرات بنیادی هستند. اما با کشف هادرون‌های جدید، باغ‌وحش ذرات از چند ذره در اوایل دهه ۱۹۳۰ و ۱۹۴۰، در دهه ۱۹۵۰ به چند دوجین ذره گسترش یافت. رابطه میان هریک از این ذرات تا سال ۱۹۶۱ نامشخص بود تا اینکه در این سال موری گل-مان
و یووال نیمان
(هر یک به‌طور جداگانه) روش راه هشت‌گانه یا به عبارت فنی‌تر تقارن مزه (3)SU را برای طبقه‌بندی ذرات پیشنهاد دادند.
این طرح طبقه‌بندی هادرون‌ها را به چندقلوهای ایزواسپینی تقسیم می‌نمود اما پایه فیزیکی پشت این طبقه‌بندی، مشخص نبود. در سال ۱۹۶۴، گل-مان
و جرج زویگ
(مستقل از یکدیگر)، مدل کوارک را پیشنهاد دادند که در آن زمان تنها از کوارک بالا، پایین و شگفت تشکیل می‌شد.
اما با اینکه مدل کوارک راه هشت‌گانه را توضیح می‌داد، هیچ‌گونه شواهد تجربی مبنی بر وجود آن در دست نبود تا اینکه در سال ۱۹۶۸ در آزمایشگاه ملی شتاب‌دهنده اسلاک، این اتفاق افتاد.
آزمایش‌های پراکندگی ناکشسان ژرف نشان داد که پروتون زیرساختاری دارد و از سه ذره بنیادی دیگر تشکیل شده‌است و مدل کوارک را تأیید نمود.
ابتدا افراد در پذیرش این سه ذره به عنوان کوارک بی‌میل بودند و توصیف پارتون ریچارد فاینمن را ترجیح می‌دادند،
اما با گذشت زمان نظریه کوارک مورد پذیرش قرار گرفت.

## جرم
جرم کوارک بالا، با قطعیت مشخص نیست اما احتمالاً بین ۱٫۸ و ۳٫۰ MeV/c۲ است. محاسبات کرومودینامیک کوانتومی شبکه‌ای می‌توانند به مقدار دقیقتری برسد: ۲٫۰۱±۰٫۱۴ MeV/c۲.
در درون مزون‌ها (ذرات ساخته‌شده از یک کوارک و یک پادکوارک) یا باریونها، جرم مؤثر (یا جرم ملبس) آن به دلیل انرژی پیوندی ناشی از گلوئونهای میان کوارک‌ها افزایش می‌یابد. جرم خالص کوارک بالا بسیار اندک است و نمی‌توان آن را به صورت سرراست محاسبه نمود زیرا باید اثرات نسبیتی را هم در نظر گرفت.